# Thomas Hepburn

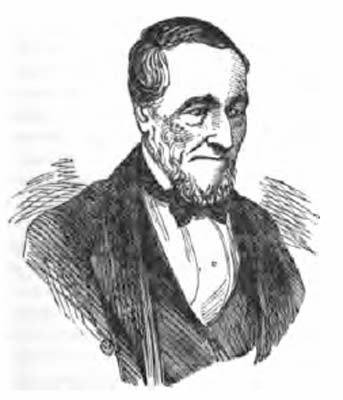
Thomas Hepburn in een boek van Richard Fynes uit 1873

Thomas Hepburn (Pelton, circa 1795 — Gateshead, 9 december 1864) was een Brits mijnwerker die als de pionier van de vakbondsbeweging in Noordoost-Engeland geldt.

## Levensloop
Hepburn was een methodistisch predikant, die reeds als achtjarig kind in de steenkoolmijn van Urpeth werkte, nadat zijn vader in een ongeval was omgekomen. Hij werkte later nog in de mijnen van Fatfield, Jarrow en Hetton-le-Hole. Hij was een begiftigd kind en kon goed lezen en schrijven, hetgeen toentertijd voor arbeiders niet vanzelfsprekend was. Omstreeks het jaar 1830 stichtte hij de Pitmen’s Union of the Tyne and Wear, die alras als de Vakbond van Hepburn bekend werd. Tot 1825 waren vakbonden illegaal geweest.
In maart 1831 organiseerde de vakbond van Hepburn een massabijeenkomst in Newcastle upon Tyne, waarop ongeveer 20.000 mijnwerkers aanwezig waren. Ze eisten dat de werkdag voortaan 12 uur zou duren in stede van 18 uur, en dat er slechts 11 dagen voor elke periode van 2 weken gewerkt zou worden. Voorts moest het systeem van de Bond op de gebruikelijke intervallen plaatsvinden, en niet volgens de willekeur van de mijnbezitters. Dit systeem hield in dat mijnwerkers elk jaar een contract van één jaar moesten ondertekenen, gedurende welke periode zij verplicht waren voor de desbetreffende mijn te werken waaraan ze gebonden waren, terwijl de eigenaren echter geen verplichting hadden om werk te verschaffen. Het was hun ook wettelijk verboden om tijdens die periode elders werk te zoeken. Hepburn eiste tevens de afschaffing van de Tommy Shops: dit waren winkels in eigendom van de mijneigenaar of diens familie, die voor de mijnwerkers de verplichte winkels waren om hun voedingswaren aan te schaffen.
In 1826 had een andere vakbond, de Colliers’ United Association of Durham and Northumberland, reeds een staking tegen het Bond-systeem georganiseerd, die evenwel zonder succes was gebleven. In april 1831 was het weer tijd om een nieuwe Bond te ondertekenen, en Thomas Hepburn riep zijn leden op om dit straal te negeren en gewoon vrij aan het werk te gaan. Een deel van de mijnwerkers werd echter gewelddadig en vandaliseerde verschillende mijnen in Newcastle en omstreken, waarop de zeemacht werd ingeschakeld om werkwilligen politiebescherming te bieden. De mijn van Hetton werd door infanteriesoldaten bewaakt.
Tijdens een massademonstratie te Jarrow op 21 april 1831 riep Hepburn zijn mijnwerkers tot kalmte op, dewijl men anders aan geloofwaardigheid zou verliezen. Charles Vane, 3de markies van Londonderry, was een mijnmagnaat van de regio Durham en fanatiek gekant tegen elke vorm van organisatie door arbeiders. Desalniettemin had hij geen andere keuze dan met Hepburns vakbond te onderhandelen, want hij zat in financiële moeilijkheden door zijn project om een haven in Seaham te bouwen. In juni 1831 werd de staking beëindigd: het Bond-systeem bleef bestaan, maar de werkdag werd tot 12 uur ingekort en de Tommy Shops werden afgeschaft.
De eigenaren van de mijnen waren hiermee echter niet tevreden en zonnen op wraak. Anno 1832, toen de nieuwe Bond getekend werd, werden systematisch alle vakbondsleden geweerd, zodat ze werkloos waren. Uit solidariteit weigerden daarop ook vele niet-leden te tekenen. Daar vele mijnwerkers in huizen woonden die eigendom van de mijnbedrijven waren, werden ze met hun gezinnen uit hun huis gezet. De mijneigenaren haalden werkkrachten uit andere streken van Groot-Brittannië erbij. Dit leidde tot hevige opstanden en straatgevechten met de politie. In juni 1832 werd magistraat Nicholas Fairless in South Shields van zijn paard getrokken en dood geslagen. Ene William Jobling werd hierbij gearresteerd en ter dood veroordeeld: zijn lijk werd in pek gedrenkt en in het openbaar uitgehangen. Na een maand was het stoffelijk overschot verdwenen; men weet niet wat ermee gebeurde en er is geen bewijs dat Jobling überhaupt de dader was. Toen een politieagent daarentegen in juli 1832 Cuthbert Skipsey doodschoot, werd deze slechts tot zes maanden dwangarbeid veroordeeld. Cuthbert Skipsey was ploegbaas en de vader van Joseph Skipsey. Het aanzienlijke verschil tussen de twee straffen lokte een grote woede onder de mijnwerkersmassa uit, maar Hepburn stond machteloos.
De staking van 1832 verliep zonder succes; wie terug aan het werk wilde, werd gedwongen zijn lidmaatschap van Hepburns vakbond op te zeggen en de lonen werden verlaagd. Hepburn zelf kwam in zware armoede terecht en poogde in zijn levensonderhoud te voorzien door thee te verkopen. Uiteindelijk vond hij weer werk in de mijn van Felling, een stadsgedeelte van Gateshead, op voorwaarde dat hij zijn vakbond definitief ontbond.
Na een grote staking in 1844 werd het jaarlijkse Bond-systeem in een systeem van maandelijkse contracten omgezet; dit duurde circa 20 jaar lang. Pas in 1872 werd de Bond definitief afgeschaft.
Thomas Hepburn ligt in St Mary’s Churchyard te Heworth in Gateshead begraven; op zijn graf staat: „Shorter hours and better education for miners”. Elk jaar brengen de ex-mijnwerkers van Noordoost-Engeland hulde in een ceremonie aan zijn graf. In Gateshead werd een school naar hem vernoemd.